# 科谢耶沃农村居民点
科谢耶沃农村居民点（俄语：Кощеевское сельское поселение）是俄罗斯联邦别尔哥罗德州科罗恰区所属的一个农村居民点。其下辖有9个居民点，行政中心为科谢耶沃。据2016年统计，该农村居民点的人口为1560人。